# NNS Aradu
NNS Aradu – fregata rakietowa marynarki wojennej Nigerii, niemieckiego projektu MEKO 360H, w służbie od 1982 roku. Stanowi pojedynczy okręt, zbudowany w niemieckiej stoczni Blohm + Voss w Hamburgu. Nosi numer burtowy F 89. Jest okrętem flagowym Nigeryjskiej Marynarki Wojennej. Pozostaje w służbie, lecz aktualnie jest niesprawny (stan na 2023).
Wyporność pełna okrętu wynosi 3360 ton, a napędzają go turbiny gazowe, pozwalające na osiąganie prędkości ponad 30 węzłów, uzupełniane przez marszowe silniki wysokoprężne w układzie CODOG. Uzbrojenie główne stanowi działo uniwersalne kalibru 127 mm, osiem wyrzutni pocisków przeciwokrętowych Otomat i wyrzutnia pocisków przeciwlotniczych bliskiego zasięgu Aspide. Okręt przenosi jeden śmigłowiec.

## Budowa
W latach 70 XX wieku zachodnioniemiecka stocznia Blohm + Voss opracowała jako prywatne przedsięwzięcie modułową rodzinę ekonomicznych uniwersalnych okrętów różnej wielkości MEKO z przeznaczeniem na eksport. Jej pierwszym przedstawicielem była fregata typu MEKO 360H, zamówiona 3 listopada 1977 roku przez marynarkę wojenną Nigerii. Liczba 360 w oznaczeniu projektu pochodziła od przybliżonej wyporności w dziesiątkach ton. Zmodyfikowane okręty typu MEKO 360H2 zostały następnie zamówione przez Argentynę, po czym kolejni nabywcy wybierali już głównie mniejsze okręty.
Podawane są różne daty położenia stępki, gdyż 1 grudnia 1978 roku przystąpiono do budowy w Hamburgu pierwszej prefabrykowanej sekcji kadłuba, a 2 maja 1979 roku ułożono sekcje na pochylni. Kadłub wodowano 25 stycznia 1980 roku. Początkowo okręt budowano pod nazwą „Republica”, lecz 1 listopada 1980 roku nadano mu nazwę „Aradu”. Nazwa oznacza w języku hausa: grzmot (ang. thunder). Budowę ukończono 4 września 1981 roku, a jej koszt wyniósł 84,5 mln dolarów USA. Okręt otrzymał numer burtowy F 89.

## Opis techniczny

### Architektura i kadłub
Okręt ma gładkopokładowy kadłub, przy czym dolna kondygnacja nadbudówek na dziobie i rufie stanowi nadbudowę, ze ścianami stanowiącymi przedłużenie burt. Burty mają na większości długości załamanie wzdłużne. Na pokładzie dziobowym umieszczona jest wieża armaty uniwersalnej kalibru 127 mm, a dalej, na piętrze nadbudówki, dwie wieże armat przeciwlotniczych kalibru 40 mm obok siebie. Całe śródokręcie zajmuje długa grupa nadbudówek, kończąca się hangarem dla śmigłowca, a pokład rufowy stanowi lądowisko, z otwartym po bokach i od rufy pokładem roboczym pod nim. Przednia ściana nadbudówki dziobowej jest nachylona, zwieńczona szerokim przeszklonym pomostem nawigacyjnym. Na dachu nadbudówki dziobowej znajduje się piramidowy maszt, z jajowatą dielektryczną osłoną radaru artyleryjskiego na szczycie i masztem palowym za nim. Główny maszt na śródokręciu ma formę litery T w widoku z przodu. Bezpośrednio za nim znajdują się dwa, umieszczone obok siebie, opływowe kominy, lekko rozchylone na boki, pośrodku długości okrętu. Dalej w kierunku rufy, na dachu nadbudówki znajduje się kratownicowa podstawa dla radarów, a za nią wyrzutnia pocisków przeciwlotniczych Aspide.
Pełna wyporność okrętu wynosi 3360 ts (ton angielskich). Zbliżone okręty argentyńskie (MEKO 360H2) mają przy takiej wyporności pełnej wyporność standardową 2900 ts. Długość całkowita wynosi 125,9 m, a na linii wodnej 119 m. Szerokość wynosi 15 m. Zanurzenie maksymalne sięga 5,8 m.
Załoga okrętu wynosiła od 195 do 232 ludzi, w tym 26 oficerów.

### Uzbrojenie
Uzbrojenie rakietowe przede wszystkim stanowi osiem wyrzutni włoskich pocisków przeciwokrętowych Otomat Mk 1, o zasięgu do 80 km i głowicy o masie 210 kg. Umieszczone są w pojedynczych  prostopadłościennych kontenerach startowych, ustawionych ukośnie w kierunku dziobu, z tego cztery znajdują się na pokładzie nadbudówki przed kominem, a po dwie na pokładzie, na każdej z burt w tylnej części śródokręcia.
Przeciwlotnicze uzbrojenie rakietowe służy jedynie do bliskiej obrony i stanowi je kontenerowa włoska ośmioprowadnicowa wyrzutnia Selenia Albatros dla pocisków przeciwlotniczych bliskiego zasięgu Aspide, na dachu nadbudówki na rufie. Zapas wynosi 24 pociski. Pociski naprowadzane są półaktywnie radarowo, mogą służyć do zwalczania celów w odległości do 13 km, na wysokościach od 15 do 5000 m, a masa głowicy wynosi 30 kg.
Główne uzbrojenie artyleryjskie stanowi automatyczne działo uniwersalne kalibru 127 mm OTO Melara o długości lufy 54 kalibry (L/54) w wieży na dziobie. Strzela pociskami o masie 32 kg, donośność do celów morskich wynosi 23 km, do celów powietrznych 7 km, szybkostrzelność 45 strz/min. Zapas amunicji wynosi 460 nabojów. Uzbrojenie to uzupełnia osiem automatycznych armat przeciwlotniczych kalibru 40 mm Breda/Bofors L/70 w czterech dwudziałowych wieżach, po bokach na pierwszym piętrze nadbudówki dziobowej i po bokach hangaru na rufie. Strzelają pociskami o masie 0,96 kg, donośność do celów morskich wynosi 12,6 km, do celów powietrznych 4 km, szybkostrzelność 300 strz/min. Ich zapas amunicji wynosi 10 752 nabojów. 
Broń podwodną stanowi sześć wyrzutni torpedowych Plessey STWS-1B kalibru 324 mm przeciw okrętom podwodnym (dwie potrójne, umieszczone na pokładzie na śródokręciu), z zapasem 18 torped. Wystrzeliwano z nich torpedy Whitehead A 244S, o zasięgu do 7 km. Uzbrojenie to uzupełniała zrzutnia bomb głębinowych.
Okręt może przenosić do dwóch śmigłowców, przeznaczonych do walki z okrętami podwodnymi. Faktycznie przenoszony był jeden śmigłowiec Westland Lynx Mk 89. W 1997 roku śmigłowiec został zdjęty i wysłany do producenta na remont, nie ukończony z powodów finansowych do początku XXI wieku. W 2007 roku śmigłowiec nie był używany, a na pokładzie lotniczym okręt miał zbudowaną małą pokładówkę.

### Wyposażenie
- Radar dozoru ogólnego Plessey AWS 5 (na platformie za kominem, pracujący w paśmie E/F)[5]
- radar kierowania ogniem Signaal WM25 (w jajowatej osłonie na maszcie piramidowym na dachu nadbudówki dziobowej)[5]
- radar kierowania ogniem Signaal STIR (na platformie za kominem, pracujący w pasmach I/J/K, o zasięgu do 140 km dla celu o SPO 1 m²)[11]
- radar nawigacyjny Racal(inne języki) Decca(inne języki) 1226 (pasmo I)[5]
- sonar Atlas Elektronik(inne języki) EA80 (średniej częstotliwości, w kadłubie)[5]
- system informacji bojowej Sevaco-BV[5]

Ze środków  walki elektronicznej, okręt ma system rozpoznania Decca RDL-2 i przeciwdziałania (zakłócania) RCM-2 oraz dwie 20-lufowe wyrzutnie celów pozornych Breda 105 mm SCLAR (o zasięgu do 5 km).

### Napęd
Napęd stanowi główną różnicę w stosunku do okrętów argentyńskich projektu MEKO 360H2, napędzanych turbinami gazowymi, i składa się z dwóch turbin gazowych i dwóch silników wysokoprężnych w układzie CODOG. Turbiny gazowe są brytyjskie typu Rolls-Royce Olympus TM3B i rozwijają łączną moc ciągłą 50 880 hp (37 900 kW). Silniki wysokoprężne są typu MTU 20V 956 TB92 i rozwijają łączną moc 10 420 KM. Turbiny albo silniki napędzają dwie pięciopłatowe śruby Kamewa o zmiennym skoku.
Prędkość maksymalna wynosi 30,5 węzła. Zasięg przy prędkości ekonomicznej 15 węzłów wynosi 6500 mil morskich. Okręt zabiera 440 ts paliwa. Autonomiczność wynosi 90 dni.

## Służba

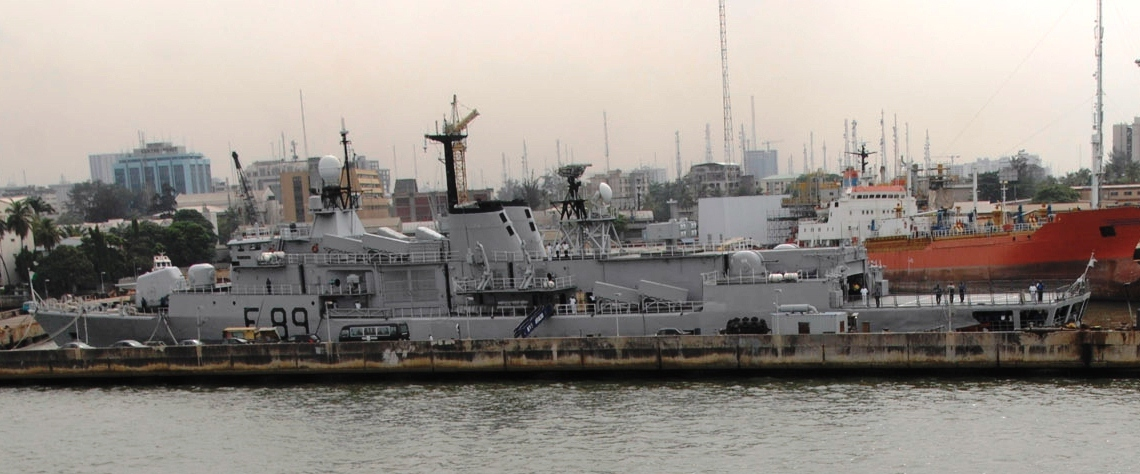
„Aradu” w stoczni w Lagos w 2011

Okręt przybył do Lagos w Nigerii 21 grudnia 1981 roku. Do służby w Nigeryjskiej Marynarce Wojennej został wcielony 20 lutego 1982 roku. Stał się następnie jej okrętem flagowym, zastępując fregatę „Obuma”. „Aradu” był największym i najsilniejszym okrętem w historii marynarki Nigerii i jej jedynym okrętem rakietowym większym od kutrów rakietowych (stan na 2016). Brał udział w wizytach oficjalnych m.in. w Gabonie, Kongu, Zairze, Gwinei Równikowej i krajach  Europy.
Pomimo jego nowoczesności, na służbie okrętu odbiły się negatywnie trudności finansowe marynarki Nigerii oraz słabe wyszkolenie ogółu jej marynarzy i personelu technicznego. W 1987 roku „Aradu” wszedł na mieliznę na rzece Kongo, zderzył się z pirsem w Lagos i został uszkodzony w kolizji ze statkiem. Między 1991 a lutym 1994 roku był remontowany w Wilmot Point w Lagos z pomocą producenta Blohm + Voss. Podczas prób poremontowych na początku 1994 roku ponownie osiadł na mieliźnie. W 1995 roku oceniano, że jego  remont jest nieekonomiczny, ale na początku 1996 roku przywrócono mu zdolność do wyjścia w morze. W 1997 roku wziął udział w misji wojskowej organizacji państw afrykańskich ECOMOG monitorującej wojnę domową w Liberii. Uległ jednak wówczas awarii i przez kilka miesięcy stał w Monrovii, po czym w 1998 roku przeszedł na jednym silniku do Lagos na ponowny remont. W 1999 roku przeszedł remont systemu przeciwlotniczego.
Na początku XXI wieku „Aradu” doprowadzony został do sprawności i w czerwcu 2005 roku uczestniczył w rewii floty w Portsmouth w Wielkiej Brytanii z okazji 200-lecia bitwy pod Trafalgarem. W sierpniu 2007 roku wraz z okrętem patrolowym „Nwamba” odbył z kolei rejs transatlantycki do Brazylii, po raz drugi w historii nigeryjskiej marynarki od rejsu korwety „Dorina” 30 lat wcześniej, na obchody 200-lecia urodzin admirała Marquesa Lisboa organizowane w dniach 7-8 września w Rio de Janeiro. Dowódcą „Aradu” był wówczas kmdr por. Johnson Omoniyi Olutoyin. Po drodze 22 sierpnia 2007 roku okręty przekroczyły na pełnym morzu równik. Uczestniczyły też wówczas w ćwiczeniach z Marynarką Brazylii.
W późniejszym okresie okręt ponownie utracił zdolność operacyjną i przebywał trwale w stoczni Marynarki, a na przełomie maja i czerwca 2014 roku dodatkowo został tam uszkodzony przez sztormy, które spowodowały przecieki wody grożące zatonięciem. W 2017 roku marynarka ujawniła, że nie posiada 250 milionów dolarów wymaganych na remont okrętu. Jego stan od kilku lat określany był wówczas jako „opłakany”.
W kwietniu 2021 roku marynarka Nigerii ogłosiła zamiar zastąpienia „Aradu” przez nową fregatę. W grudniu tego roku jednak senat Nigerii zaapelował do prezydenta kraju o przejęcie okrętu spod administracji marynarki jako jednostki reprezentacyjnej i wyremontowanie go, co miałoby kosztować kilkakrotnie mniej niż  nowa fregata. 6 czerwca 2023 roku podpisano z turecką stocznią Dearsan umowę na remont i  modernizację okrętu.